# Ash Vale
Ash Vale – wieś w Anglii, w hrabstwie Surrey, w dystrykcie Guildford. Leży 49 km na południowy zachód od centrum Londynu. Miejscowość liczy 7326 mieszkańców.